# Magyarország a 2010. évi nyári ifjúsági olimpiai játékokon
Magyarország a Szingapúrban megrendezett 2010. évi nyári ifjúsági olimpiai játékok egyik részt vevő nemzete volt.

## Érmesek
- Az alábbi táblázatban dőlt betűvel vannak feltüntetve azok az érmesek, akik nemzetek vegyes csapatának tagjaként szerezték az adott érmet.

| Érem  | Versenyző        | Sportág    | Versenyszám                                          | Dátum         |
| ----- | ---------------- | ---------- | ---------------------------------------------------- | ------------- |
| Arany | Farkasdi Ramóna  | Kajak-kenu | Lány, egyes                                          | augusztus 22. |
| Arany | Tótka Sándor     | Kajak-kenu | Fiú, egyes                                           | augusztus 22. |
| Arany | Dudás Eszter     | Triatlon   | Vegyes csapat (Nemzetek vegyes csapatának tagjaként) | augusztus 19. |
| Arany | Kapás Boglárka   | Úszás      | Lány, 200 m pillangó                                 | augusztus 16. |
| Arany | Bernek Péter     | Úszás      | Fiú, 200 m hát                                       | augusztus 20. |
| Arany | Biczó Bence      | Úszás      | Fiú, 200 m pillangó                                  | augusztus 20. |
| Arany | Kapás Boglárka   | Úszás      | Lány, 400 m gyors                                    | augusztus 20. |
| Ezüst | Váradi Krisztina | Atlétika   | Lány, diszkoszvetés                                  | augusztus 21. |
| Ezüst | Batizi Barbara   | Cselgáncs  | Lány, 44 kg                                          | augusztus 21. |
| Ezüst | Földházi Zsófia  | Öttusa     | Lány, egyéni                                         | augusztus 21. |
| Ezüst | Kapás Boglárka   | Úszás      | Lány, 200 m gyors                                    | augusztus 18. |
| Bronz | Töreky Balázs    | Atlétika   | Fiú, kalapácsvetés                                   | augusztus 23. |
| Bronz | Tóth Krisztián   | Cselgáncs  | Fiú, 81 kg                                           | augusztus 22. |
| Bronz | Harcsa Zoltán    | Ökölvívás  | 75 kg                                                | augusztus 23. |
| Bronz | Babos Tímea      | Tenisz     | Lány, páros (Nemzetek vegyes csapatának tagjaként)   | augusztus 21. |
| Bronz | Zámbó Balázs     | Úszás      | Fiú, 200 m hát                                       | augusztus 20. |
| Bronz | Lupkovics Dóra   | Vívás      | Lány, tőr, egyéni                                    | augusztus 15. |

## További magyar pontszerzők

### 4. helyezettek
| Név             | Sportág       | Versenyszám    |
| --------------- | ------------- | -------------- |
| Lakatos Tamás   | Asztalitenisz | Egyes          |
| Zsigmond József | Ökölvívás     | +91 kg         |
| Demeter Gergely | Öttusa        | Fiú            |
| Babos Tímea     | Tenisz        | Egyes          |
| Bernek Péter    | Úszás         | 100 m hát      |
| Ambrus Diána    | Úszás         | 200 m pillangó |

### 5. helyezettek
| Név                         | Sportág  | Versenyszám |
| --------------------------- | -------- | ----------- |
| Nguyen Anasztázia           | Atlétika | 100 m       |
| Zsiga Máté                  | Tenisz   | Egyes       |
| Fucsovics Márton Zsiga Máté | Tenisz   | Páros       |
| Vágner Levente              | Torna    | Lólengés    |
| Dudás Eszter                | Triatlon | Egyéni      |

### 6. helyezettek
| Név                                                                                         | Sportág  | Versenyszám    |
| ------------------------------------------------------------------------------------------- | -------- | -------------- |
| Kránitz Adrián                                                                              | Birkózás | 58 kg          |
| Kiss Hella Uglik Szimóna                                                                    | Evezés   | Kétpárevezős   |
| Európa 3 · Monika Orazem (SLO) · Hankó Gábor (HUN) · Anna Godoy (ESP) · Tobias Klesen (GER) | Triatlon | Vegyes váltó   |
| Zámbó Balázs                                                                                | Úszás    | 400 m gyors    |
| Biczó Bence                                                                                 | Úszás    | 100 m pillangó |
| Bucz Ágnes                                                                                  | Úszás    | 100 m gyors    |

## Asztalitenisz
Fiú
| Versenyző     | Versenyszám | 1. forduló | 1. forduló | 2. forduló | 2. forduló | Negyeddöntő                                                 | Elődöntő                                       | Bronzmérkőzés                                     | Döntő             | Helyezés |
| Versenyző     | Versenyszám | Csoportmérkőzések | Hely.      | Csoportmérkőzések | Hely.      | Negyeddöntő                                                 | Elődöntő                                       | Bronzmérkőzés                                     | Döntő             | Helyezés |
| Versenyző     | Versenyszám | Ellenfél Eredmény | Hely.      | Ellenfél Eredmény | Hely.      | Ellenfél Eredmény                                           | Ellenfél Eredmény                              | Ellenfél Eredmény                                 | Ellenfél Eredmény | Helyezés |
| ------------- | ----------- | --- | ---------- | --- | ---------- | ----------------------------------------------------------- | ---------------------------------------------- | ------------------------------------------------- | ----------------- | -------- |
| Lakatos Tamás | Egyes       | Kwang Song Kim (PRK) · 11–8, 7–11, 11–13, 11–6, 12–10 Omar Bedair (EGY) · 11–6, 11–7, 12–10 Rodrigo Tapia (ECU) · 11–7, 11–8, 11–8 | 1. Q       | Dong Hyun Kim (KOR) · 11–8, 3–11, 11–5, 8–11, 11–8 Koki Niwa (JPN) · 5–11, 7–11, 2–11 Koen Hageraats (NED) · 11–7, 7–11, 11–5, 11–3 | 2. Q       | Hampus Soderlund (SWE) · 11–7, 11–3, 4–11, 11–8, 1–11, 11–4 | Tzu-Hsiang Hung (TPE) · 3–11, 8–11, 3–11, 8–11 | Simon Gauzy (FRA) · 3–11, 10–12, 11–9, 9–11, 8–11 |                   | 4.       |

Lány
| Versenyző            | Versenyszám | 1. forduló | 1. forduló | 2. forduló                                                                                          | 2. forduló | Negyeddöntő       | Elődöntő          | Bronzmérkőzés     | Döntő             | Helyezés |
| Versenyző            | Versenyszám | Csoportmérkőzések | Hely.      | Csoportmérkőzések                                                                                   | Hely.      | Negyeddöntő       | Elődöntő          | Bronzmérkőzés     | Döntő             | Helyezés |
| Versenyző            | Versenyszám | Ellenfél Eredmény | Hely.      | Ellenfél Eredmény                                                                                   | Hely.      | Ellenfél Eredmény | Ellenfél Eredmény | Ellenfél Eredmény | Ellenfél Eredmény | Helyezés |
| -------------------- | ----------- | --- | ---------- | --------------------------------------------------------------------------------------------------- | ---------- | ----------------- | ----------------- | ----------------- | ----------------- | -------- |
| Nagyváradi Mercédesz | Egyes       | Suthasini Sawettabut (THA) · 4–11, 5–11, 3–11 Islem Laid (ALG) · 11–5, 13–11, 11–1 Maria Xiao (POR) · 14–16, 6–11, 8–11 | 3. qB      | Mallika Bhandarkar (IND) · 11-2, 11-9, 8–11, 8–11, 11-2 Jolie Mafuta Ivoso (CGO) · 11–3, 11–2, 11–5 | 1.         | kiesett           | kiesett           | kiesett           | kiesett           | 17.      |

Vegyes
| Versenyző                                                       | Versenyszám  | 1. forduló | 1. forduló | 2. forduló                                                   | Negyeddöntő       | Elődöntő          | Bronzmérkőzés     | Döntő             | Helyezés |
| Versenyző                                                       | Versenyszám  | Csoportmérkőzések | Hely.      | 2. forduló                                                   | Negyeddöntő       | Elődöntő          | Bronzmérkőzés     | Döntő             | Helyezés |
| Versenyző                                                       | Versenyszám  | Ellenfél Eredmény | Hely.      | Ellenfél Eredmény                                            | Ellenfél Eredmény | Ellenfél Eredmény | Ellenfél Eredmény | Ellenfél Eredmény | Helyezés |
| --------------------------------------------------------------- | ------------ | --- | ---------- | ------------------------------------------------------------ | ----------------- | ----------------- | ----------------- | ----------------- | -------- |
| Magyarország · Lakatos Tamás (HUN) · Nagyváradi Mercédesz (HUN) | Vegyes páros | Nemzetközi 4 · Patrick Massah (MAW) · Letizia Giardi (SMR) · 3–0, 3–0, 3–0 Dél-Korea · Ha Eun Yang (KOR) · Dong Hyun Kim (KOR) · 0–3, 2–3, 0–3 Európa 5 · Ondrej Bajger (CZE) · Katsiaryna Baravok (BLR) · 3–0, 3–0, 1–3 | 2. Q       | Tajvan · Tzu-Hsiang Hung (TPE) · Hsin Huang (TPE) · 2–3, 1–3 | kiesett           | kiesett           | kiesett           | kiesett           | 9.       |

## Atlétika
Fiú
| Versenyző     | Versenyszám   | Selejtező | Selejtező | Döntő | Döntő    | Döntő    | Döntő |
| Versenyző     | Versenyszám   | Eredmény  | Helyezés  | Típus | Eredmény | Helyezés | Össz. |
| ------------- | ------------- | --------- | --------- | ----- | -------- | -------- | ----- |
| Káplár János  | Diszkoszvetés | 53,67 m   | 10.       | B     | 57,95 m  | 1.       | 9.    |
| Töreky Balázs | Kalapácsvetés | 71,30 m   | 4. Q      | A     | 70,13 m  | 3.       |       |

Lány
| Versenyző         | Versenyszám | Előfutam | Előfutam | Előfutam | Elődöntő | Elődöntő | Elődöntő | Döntő | Döntő | Döntő    | Döntő |
| Versenyző         | Versenyszám | Idő      | Hely.    | Össz.    | Idő      | Hely.    | Össz.    | Típus | Idő   | Helyezés | Össz. |
| ----------------- | ----------- | -------- | -------- | -------- | -------- | -------- | -------- | ----- | ----- | -------- | ----- |
| Nguyen Anasztázia | 100 m       | 11,89    | 2.       | 5. Q     |          |          |          | A     | 11,81 | 5.       | 5.    |

| Versenyző        | Versenyszám   | Selejtező | Selejtező | Döntő | Döntő    | Döntő    | Döntő |
| Versenyző        | Versenyszám   | Eredmény  | Helyezés  | Típus | Eredmény | Helyezés | Össz. |
| ---------------- | ------------- | --------- | --------- | ----- | -------- | -------- | ----- |
| Váradi Krisztina | Diszkoszvetés | 47,02 m   | 4. Q      | A     | 49,92 m  | 2.       |       |
| Fertig Fruzsina  | Kalapácsvetés | 53,91 m   | 8. Q      | A     | 51,01 m  | 7.       | 7.    |
| Czúth Réka       | Magasugrás    | 170 cm    | 11.       | B     | 172 cm   | 3.       | 11.   |
| Szabó Diana      | Rúdugrás      | 3,50      | 14.       | B     | 345 cm   | 6.       | 13.   |

## Birkózás
Fiú
Kötöttfogás
| Versenyző      | Versenyszám | Csoportkör                                                                         | 5. helyért                                   | Bronzmérkőzés     | Döntő             | Helyezés |
| Versenyző      | Versenyszám | Ellenfél Eredmény                                                                  | Ellenfél Eredmény                            | Ellenfél Eredmény | Ellenfél Eredmény | Helyezés |
| -------------- | ----------- | ---------------------------------------------------------------------------------- | -------------------------------------------- | ----------------- | ----------------- | -------- |
| Kránitz Adrián | 58 kg       | Urmatbek Amatov · Azerbajdzsán (AZE) · 0–4 · Jason Afrikaner · Namíbia (NAM) · 0–4 | Pedro Ramirez Camarillo · Mexikó (MEX) · 1–3 |                   |                   | 6.       |

Lány
Szabadfogás
| Versenyző      | Versenyszám | Csoportkör | 7. helyért                             | 5. helyért        | Bronzmérkőzés     | Döntő             | Helyezés |
| Versenyző      | Versenyszám | Ellenfél Eredmény                                                                                                 | Ellenfél Eredmény                      | Ellenfél Eredmény | Ellenfél Eredmény | Ellenfél Eredmény | Helyezés |
| -------------- | ----------- | --- | -------------------------------------- | ----------------- | ----------------- | ----------------- | -------- |
| Németh Zsanett | 70 kg       | Karyna Stankova · Ukrajna (UKR) · 0–4 · Dorothy Yeats · Kanada (CAN) · 0–3 · Martina Kuenz · Ausztria (AUT) · 0–4 | Thoraya Mohamed · Egyiptom (EGY) · 3–0 |                   |                   |                   | 7.       |

## Cselgáncs
Fiú
| Versenyző      | Versenyszám | Selejtező                    | Negyeddöntő                     | Elődöntő                           | Vigaszág negyeddöntő | Vigaszág elődöntő | Bronzmérkőzés                   | Döntő             | Helyezés |
| Versenyző      | Versenyszám | Ellenfél Eredmény            | Ellenfél Eredmény               | Ellenfél Eredmény                  | Ellenfél Eredmény    | Ellenfél Eredmény | Ellenfél Eredmény               | Ellenfél Eredmény | Helyezés |
| -------------- | ----------- | ---------------------------- | ------------------------------- | ---------------------------------- | -------------------- | ----------------- | ------------------------------- | ----------------- | -------- |
| Tóth Krisztián | 81 kg       | Anis Shalabi (LBA) · 002-000 | Michael Greiter (AUT) · 002-000 | Khasan Khalmurzaev (RUS) · 000-001 |                      |                   | Batuhan Efemgil (TUR) · 100-001 |                   |          |

Lány
| Versenyző      | Versenyszám | Selejtező         | Negyeddöntő                    | Elődöntő                     | Vigaszág negyeddöntő | Vigaszág elődöntő | Bronzmérkőzés     | Döntő                         | Helyezés |
| Versenyző      | Versenyszám | Ellenfél Eredmény | Ellenfél Eredmény              | Ellenfél Eredmény            | Ellenfél Eredmény    | Ellenfél Eredmény | Ellenfél Eredmény | Ellenfél Eredmény             | Helyezés |
| -------------- | ----------- | ----------------- | ------------------------------ | ---------------------------- | -------------------- | ----------------- | ----------------- | ----------------------------- | -------- |
| Batizi Barbara | 44 kg       |                   | Vita Valnova (BLR) · 1010-0000 | Sothea Sam (CAM) · 0200-0000 |                      |                   |                   | Seul Bi Bae (KOR) · 0000-0110 |          |

## Evezés
Fiú
| Versenyző | Versenyszám  | Előfutam | Előfutam | Középdöntő/Vigaszág | Középdöntő/Vigaszág | Elődöntő | Elődöntő | Elődöntő | Döntő | Döntő   | Döntő | Helyezés |
| Versenyző | Versenyszám  | Idő      | Hely.    | Idő                 | Hely.               | Típus    | Idő      | Hely.    | Típus | Idő     | Hely. | Helyezés |
| --------- | ------------ | -------- | -------- | ------------------- | ------------------- | -------- | -------- | -------- | ----- | ------- | ----- | -------- |
| Bíró Márk | Egypárevezős | 3:29.91  | 2.       | 3:34.31             | 1.                  | A/B      | 3:34.40  | 4.       | B     | 3:28.00 | 1.    | 7.       |

Lány
| Versenyző                | Versenyszám  | Előfutam | Előfutam | Középdöntő/Vigaszág | Középdöntő/Vigaszág | Elődöntő | Elődöntő | Elődöntő | Döntő | Döntő   | Döntő | Helyezés |
| Versenyző                | Versenyszám  | Idő      | Hely.    | Idő                 | Hely.               | Típus    | Idő      | Hely.    | Típus | Idő     | Hely. | Helyezés |
| ------------------------ | ------------ | -------- | -------- | ------------------- | ------------------- | -------- | -------- | -------- | ----- | ------- | ----- | -------- |
| Kiss Hella Uglik Szimóna | Kétpárevezős | 3:40.12  | 2.       |                     |                     | A/B      | 3:46.22  | 3.       | A     | 3:40.58 | 6.    | 6.       |

## Íjászat
Fiú
| Versenyző                              | Versenyszám   | Selejtező | Selejtező | 32-es főtábla                                        | Nyolcaddöntő      | Negyeddöntő       | Elődöntő          | Döntő             | Helyezés |
| Versenyző                              | Versenyszám   | Pont      | Kiemelt   | Ellenfél Eredmény                                    | Ellenfél Eredmény | Ellenfél Eredmény | Ellenfél Eredmény | Ellenfél Eredmény | Helyezés |
| -------------------------------------- | ------------- | --------- | --------- | ---------------------------------------------------- | ----------------- | ----------------- | ----------------- | ----------------- | -------- |
| Linszter Sebastian                     | Egyéni        | 559       | 27.       | Gregor Rajh (SLO) (6.) · 4–6                         | kiesett           | kiesett           | kiesett           | kiesett           | 17.      |
| Linszter Sebastian · Seema Verma (IND) | Vegyes csapat |           |           | Aleksandra Wojnicka (POL) · Yagiz Yilmaz (TUR) · 2–6 | kiesett           | kiesett           | kiesett           | kiesett           | 17.      |

## Kajak-kenu
Fiú
| Versenyző    | Versenyszám          | Időfutam | Időfutam | 1. forduló                                 | 2. forduló (reményfutam)              | 3. forduló                                | 4. forduló                                  | 5. forduló                             | Bronzfutam        | Döntő                                   | Helyezés |
| Versenyző    | Versenyszám          | Idő      | Hely     | Ellenfél Eredmény                          | Ellenfél Eredmény                     | Ellenfél Eredmény                         | Ellenfél Eredmény                           | Ellenfél Eredmény                      | Ellenfél Eredmény | Ellenfél Eredmény                       | Helyezés |
| ------------ | -------------------- | -------- | -------- | ------------------------------------------ | ------------------------------------- | ----------------------------------------- | ------------------------------------------- | -------------------------------------- | ----------------- | --------------------------------------- | -------- |
| Tótka Sándor | kajak sprint, egyes  | 1:29.39  | 1.       |                                            |                                       | Boris Nedyalkov (BUL) · 1:30.14 – 1:35.53 | Vasyl Zelnychenko (UKR) · 1:32.18 – 1:34.05 | Inigo Garcia (ESP) · 1:31.17 – 1:36.68 |                   | Tom Liebscher (GER) · 1:28.91 – 1:29.05 |          |
| Tótka Sándor | kajak szlalom, egyes | 1:43.60  | 13.      | Barbosa da Silva (POR) · 1:42.73 – 1:45.40 | Boris Nedyalkov (BUL) · 1:48.85 – DNF | Simon Brus (SLO) 1:43.38 – 1:27.81        | kiesett                                     | kiesett                                | kiesett           | kiesett                                 | 9.       |

Lány
| Versenyző       | Versenyszám          | Időfutam | Időfutam | 1. forduló                                     | 2. forduló (reményfutam)                | 3. forduló                                | 4. forduló                            | 5. forduló                               | Bronzfutam        | Döntő                                 | Helyezés |
| Versenyző       | Versenyszám          | Idő      | Hely     | Ellenfél Eredmény                              | Ellenfél Eredmény                       | Ellenfél Eredmény                         | Ellenfél Eredmény                     | Ellenfél Eredmény                        | Ellenfél Eredmény | Ellenfél Eredmény                     | Helyezés |
| --------------- | -------------------- | -------- | -------- | ---------------------------------------------- | --------------------------------------- | ----------------------------------------- | ------------------------------------- | ---------------------------------------- | ----------------- | ------------------------------------- | -------- |
| Farkasdi Ramóna | kajak sprint, egyes  | 1:40.64  | 1.       | Jazmyne Denhollander (CAN) · 1:40.17 – 2:21.85 |                                         | Ben Ismael Afef (TUN) · 1:39.65 – 2:04.25 | Kerry Segal (RSA) · 1:44.14 – 1:52.97 | Hermien Peters (BEL) · 1:41.42 – 1:53.49 |                   | Jieyi Huang (CHN) · 1:41.26 – 1:44.73 |          |
| Farkasdi Ramóna | kajak szlalom, egyes | 2:03.19  | 19.      | Nathalie Grewelding (GER) · 2:04.21 – 1:41.60  | Joanna Bruska (POL) · 2:00.08 – 1:53.93 | kiesett                                   | kiesett                               | kiesett                                  | kiesett           | kiesett                               | 20.      |

## Kerékpározás
| Nemzet                                                     | Hegyi kerékpározás | Hegyi kerékpározás | Időfutam | Időfutam | BMX      | BMX      | Mezőnyverseny | Pontszám | Helyezés |
| Nemzet                                                     | Fiú                | Lány               | Fiú      | Lány     | Fiú      | Lány     | Mezőnyverseny | Pontszám | Helyezés |
| ---------------------------------------------------------- | ------------------ | ------------------ | -------- | -------- | -------- | -------- | ------------- | -------- | -------- |
| Kéri Zsófia Fenyvesi Péter Stubán Ferenc Szoboszlai Patrik | 66 (14.)           | 40 (17.)           | 30 (28.) | 40 (24.) | 72 (20.) | 38 (15.) | 72 (36.)      | 358      | 30.      |

## Ökölvívás
| Versenyző       | Versenyszám | Selejtező                  | Elődöntő                             | Bronzmérkőzés                            | Döntő             | Helyezés |
| Versenyző       | Versenyszám | Ellenfél Eredmény          | Ellenfél Eredmény                    | Ellenfél Eredmény                        | Ellenfél Eredmény | Helyezés |
| --------------- | ----------- | -------------------------- | ------------------------------------ | ---------------------------------------- | ----------------- | -------- |
| Harcsa Zoltán   | 75 kg       | Adlet Rakishev (KAZ) · 6–1 | Damien Hooper (AUS) · 0–4            | Muideen Akanji (NGR) · 8–1               |                   |          |
| Zsigmond József | +91 kg      |                            | Joseph Parker (NZL) · Technikai K.O. | Daniil Svaresciuc (MDA) · Technikai K.O. |                   | 4.       |

## Öttusa
| Versenyző       | Versenyszám | Vívás    | Vívás | Vívás | Úszás   | Úszás | Úszás | Lövészet és futás | Lövészet és futás | Lövészet és futás | Összesen    | Összesen |
| Versenyző       | Versenyszám | Eredmény | Pont  | Hely. | Idő     | Pont  | Hely. | Idő               | Pont              | Hely.             | Összes pont | Helyezés |
| --------------- | ----------- | -------- | ----- | ----- | ------- | ----- | ----- | ----------------- | ----------------- | ----------------- | ----------- | -------- |
| Demeter Gergely | Fiú         | 10–13    | 760   | 16.   | 2:02,24 | 1336  | 2.    | 10:41,15          | 2436              | 1.                | 4532        | 4.       |
| Földházi Zsófia | Lány        | 16–7     | 1000  | 3.*   | 2:09,30 | 1252  | 1.    | 13:14,14          | 1824              | 11.               | 4076        |          |

* - egy másik versenyzővel azonos eredményt ért el.

## Sportlövészet
Fiú
| Versenyző    | Versenyszám         | Selejtező | Selejtező | Döntő   | Döntő    |
| Versenyző    | Versenyszám         | Pont      | Helyezés  | Pont    | Helyezés |
| ------------ | ------------------- | --------- | --------- | ------- | -------- |
| Kapás István | 10 m-es légpuska    | 585       | 12.       | kiesett | kiesett  |
| Bartók Csaba | 10 m-es légpisztoly | 528       | 20.       | kiesett | kiesett  |

Lány
| Versenyző     | Versenyszám      | Selejtező | Selejtező | Döntő   | Döntő    |
| Versenyző     | Versenyszám      | Pont      | Helyezés  | Pont    | Helyezés |
| ------------- | ---------------- | --------- | --------- | ------- | -------- |
| Szijj Katinka | 10 m-es légpuska | 388       | 14.       | kiesett | kiesett  |

## Súlyemelés
Lány
| Versenyző   | Versenyszám | Szakítás | Szakítás | Lökés    | Lökés    | Összesen | Helyezés |
| Versenyző   | Versenyszám | Eredmény | Helyezés | Eredmény | Helyezés | Összesen | Helyezés |
| ----------- | ----------- | -------- | -------- | -------- | -------- | -------- | -------- |
| Berki Lilla | 58 kg       | 46,0     | 8.       | 57,0     | 8.       | 103,0    | 8.       |

## Tenisz
Fiú
| Versenyző        | Versenyszám | 32-es főtábla                   | Nyolcaddöntő                  | Negyeddöntő                    | Elődöntő                   | Bronzmérkőzés              | Döntő                      | Helyezés |
| Versenyző        | Versenyszám | Ellenfél Eredmény               | Ellenfél Eredmény             | Ellenfél Eredmény              | Ellenfél Eredmény          | Ellenfél Eredmény          | Ellenfél Eredmény          | Helyezés |
| ---------------- | ----------- | ------------------------------- | ----------------------------- | ------------------------------ | -------------------------- | -------------------------- | -------------------------- | -------- |
| Fucsovics Márton | Egyes       | Oliver Golding (GBR) · 5–7, 3–6 | kiesett, vigaszágra került    | kiesett, vigaszágra került     | kiesett, vigaszágra került | kiesett, vigaszágra került | kiesett, vigaszágra került | 25.      |
| Zsiga Máté       | Egyes       | Filip Horansky (SVK) · 6–3, 6–2 | Bowen Ouyang (CHN) · 6–4, 6–2 | Damir Dzumhur (BIH) · 4–6, 3–6 | kiesett                    | kiesett                    | kiesett                    | 5.       |

| Versenyző        | Versenyszám | Vigaszág Nyolcaddöntő                       | Vigaszág Negyeddöntő | Vigaszág Elődöntő | Vigaszág Bronzmérkőzés | Vigaszág Döntő    |
| Versenyző        | Versenyszám | Ellenfél Eredmény                           | Ellenfél Eredmény    | Ellenfél Eredmény | Ellenfél Eredmény      | Ellenfél Eredmény |
| ---------------- | ----------- | ------------------------------------------- | -------------------- | ----------------- | ---------------------- | ----------------- |
| Fucsovics Márton | Egyes       | Pavel Krainik (CAN) · Fucsovics nem állt ki | kiesett              | kiesett           | kiesett                | kiesett           |

| Versenyző                    | Versenyszám | Nyolcaddöntő                                       | Negyeddöntő                                                    | Elődöntő          | Bronzmérkőzés     | Döntő             | Helyezés |
| Versenyző                    | Versenyszám | Ellenfél Eredmény                                  | Ellenfél Eredmény                                              | Ellenfél Eredmény | Ellenfél Eredmény | Ellenfél Eredmény | Helyezés |
| ---------------------------- | ----------- | -------------------------------------------------- | -------------------------------------------------------------- | ----------------- | ----------------- | ----------------- | -------- |
| Fucsovics Márton, Zsiga Máté | Páros       | Stefan Micov (MKD), · Ahmed Triki (TUN) · 6–4, 6–2 | Oroszország (RUS) · Victor Baluda · Mihail Birjukov · 4–6, 2–6 | kiesett           | kiesett           | kiesett           | 5.       |

Lány
| Versenyző   | Versenyszám | 32-es főtábla                    | Nyolcaddöntő                      | Negyeddöntő                        | Elődöntő                         | Bronzmérkőzés                  | Döntő             | Helyezés |
| Versenyző   | Versenyszám | Ellenfél Eredmény                | Ellenfél Eredmény                 | Ellenfél Eredmény                  | Ellenfél Eredmény                | Ellenfél Eredmény              | Ellenfél Eredmény | Helyezés |
| ----------- | ----------- | -------------------------------- | --------------------------------- | ---------------------------------- | -------------------------------- | ------------------------------ | ----------------- | -------- |
| Babos Tímea | Egyes       | Sofiya Kovalets (UKR) · 6–1, 6–2 | Chantal Škamlová (SVK) · 7–5, 6–3 | Julija Putyinceva (RUS) · 6–1, 6–3 | Cseng Szaj-szaj (CHN) · 1–6, 3–6 | Jana Čepelová (SVK) · 2–6, 5–7 |                   | 4.       |

| Versenyző                              | Versenyszám | Nyolcaddöntő                                                                   | Negyeddöntő                                                   | Elődöntő                                                      | Bronzmérkőzés                                                      | Döntő             | Helyezés |
| Versenyző                              | Versenyszám | Ellenfél Eredmény                                                              | Ellenfél Eredmény                                             | Ellenfél Eredmény                                             | Ellenfél Eredmény                                                  | Ellenfél Eredmény | Helyezés |
| -------------------------------------- | ----------- | ------------------------------------------------------------------------------ | ------------------------------------------------------------- | ------------------------------------------------------------- | ------------------------------------------------------------------ | ----------------- | -------- |
| Babos Tímea, · An-Sophie Mestach (BEL) | Páros       | Madagaszkár (MAD) · Niriantsa Rasolomalala · Zarah Razafimahatratra · 6–1, 6–3 | Japán (JPN) · Sachie Ishizu · Emi Mutaguchi · 4–6, 6–3, 14–12 | Kína (CHN) · Hao Chen Tang · Cseng Szaj-szaj · 3–6, 6–3, 7–10 | Oroszország (RUS) · Daria Gavrilova · Julija Putyinceva · 6–2, 6–2 |                   |          |

## Torna
Fiú
Összetett egyéni és szerenkénti versenyszámok
| Sportolók      | Versenyszám | Szer   | Szer     | Szer   | Szer   | Szer   | Szer   | Selejtező | Selejtező | Döntő    | Döntő    |
| Sportolók      | Versenyszám | Talaj  | Lólengés | Gyűrű  | Ugrás  | Korlát | Nyújtó | Összesen  | Helyezés  | Összesen | Helyezés |
| -------------- | ----------- | ------ | -------- | ------ | ------ | ------ | ------ | --------- | --------- | -------- | -------- |
| Vágner Levente | Összetett   | 13,250 | 13,650   | 13,600 | 14,650 | 13,600 | 12,850 | 81,600    | 14. Q     | 81,250   | 13.      |
| Vágner Levente | Talaj       | 13,250 |          |        |        |        |        | 13,250    | 27.       | kiesett  | kiesett  |
| Vágner Levente | Lólengés    |        | 13,650   |        |        |        |        | 13,650    | 7. Q      | 13,425   | 5.       |
| Vágner Levente | Gyűrű       |        |          | 13,600 |        |        |        | 13,600    | 17.       | kiesett  | kiesett  |
| Vágner Levente | Ugrás       |        |          |        | 14,650 |        |        | 14,650    | 35.       | kiesett  | kiesett  |
| Vágner Levente | Korlát      |        |          |        |        | 13,600 |        | 13,600    | 14.       | kiesett  | kiesett  |
| Vágner Levente | Nyújtó      |        |          |        |        |        | 12,850 | 12,850    | 27.       | kiesett  | kiesett  |

Lány
Összetett egyéni és szerenkénti versenyszámok
| Versenyző             | Versenyszám    | Szer   | Szer           | Szer    | Szer   | Selejtező | Selejtező | Döntő    | Döntő    |
| Versenyző             | Versenyszám    | Ugrás  | Felemás korlát | Gerenda | Talaj  | Összesen  | Helyezés  | Összesen | Helyezés |
| --------------------- | -------------- | ------ | -------------- | ------- | ------ | --------- | --------- | -------- | -------- |
| Mitykó Szabina Bianka | Összetett      | 13,650 | 11,250         | 12,700  | 12,750 | 50,350    | 19.       | kiesett  | kiesett  |
| Mitykó Szabina Bianka | Ugrás          | 13,575 |                |         |        | 13,575    | 7. Q      | 13,237   | 8.       |
| Mitykó Szabina Bianka | Felemás korlát |        | 11,250         |         |        | 11,250    | 27.       | kiesett  | kiesett  |
| Mitykó Szabina Bianka | Gerenda        |        |                | 12,700  |        | 12,700    | 21.       | kiesett  | kiesett  |
| Mitykó Szabina Bianka | Talaj          |        |                |         | 12,750 | 12,750    | 14.       | kiesett  | kiesett  |

## Triatlon
Fiú
| Versenyző   | Versenyszám | Úszás | Depózás | Kerékpározás | Depózás | Futás | Összesítés | Helyezés |
| ----------- | ----------- | ----- | ------- | ------------ | ------- | ----- | ---------- | -------- |
| Hankó Gábor | Egyéni      | 9:18  | 0:30    | 29:24        | 0:22    | 17:15 | 56:49.17   | 9.       |

Lány
| Versenyző    | Versenyszám | Úszás | Depózás | Kerékpározás | Depózás | Futás | Összesítés | Helyezés |
| ------------ | ----------- | ----- | ------- | ------------ | ------- | ----- | ---------- | -------- |
| Dudás Eszter | Egyéni      | 10:04 | 0:34    | 31:40        | 0:26    | 19:11 | 1:01:55.06 | 5.       |

Vegyes
| Versenyző                                                                                                 | Versenyszám  | Versenyzők ideje | Versenyzők ideje | Versenyzők ideje | Versenyzők ideje | Összesítés | Összesítés |
| Versenyző                                                                                                 | Versenyszám  | Idő 1            | Idő 2            | Idő 3            | Idő 4            | Össz. idő  | Helyezés   |
| --- | ------------ | ---------------- | ---------------- | ---------------- | ---------------- | ---------- | ---------- |
| Európa 1 · Dudás Eszter (HUN) · Miguel Valente Fernandes (POR) · Fanny Beisaron (ISR) · Alois Knabl (AUT) | Vegyes váltó | 20:46            | 18:58            | 21:11            | 18:56            | 1:19:51.42 |            |
| Európa 3 · Monika Orazem (SLO) · Hankó Gábor (HUN) · Anna Godoy (ESP) · Tobias Klesen (GER)               | Vegyes váltó | 21:05            | 19:29            | 22:14            | 20:01            | 1:22:49,66 | 6.         |

## Úszás
Fiú
| Versenyző                                                 | Versenyszám            | Előfutam | Előfutam | Előfutam | Elődöntő       | Elődöntő       | Elődöntő       | Döntő          | Döntő          |
| Versenyző                                                 | Versenyszám            | Idő      | Hely.    | Össz.    | Idő            | Hely.          | Össz.          | Idő            | Helyezés       |
| --------------------------------------------------------- | ---------------------- | -------- | -------- | -------- | -------------- | -------------- | -------------- | -------------- | -------------- |
| Bernek Péter                                              | 100 m gyors            | 51.40    | 2.       | 7.       | nem vett részt | nem vett részt | nem vett részt | nem vett részt | nem vett részt |
| Bernek Péter                                              | 200 m gyors            | 2:03.01  | 7.       | 8.       |                |                |                | kiesett        | kiesett        |
| Bernek Péter                                              | 400 m gyors            | 3:58.47  | 2.       | 8.       |                |                |                | 3:58.47        | 8.             |
| Bernek Péter                                              | 100 m hát              | 57.10    | 2.       | 3.       | 56.97          | 2.             | 5.             | 56.33          | 4.             |
| Bernek Péter                                              | 200 m hát              | 2:00.49  | 1.       | 1.       |                |                |                | 1:59.18        |                |
| Zámbó Balázs                                              | 400 m gyors            | 3:57.75  | 2.       | 5.       |                |                |                | 3:56.56        | 6.             |
| Zámbó Balázs                                              | 200 m hát              | 2:04.38  | 2.       | 4.       |                |                |                | 2:01.60        |                |
| Biczó Bence                                               | 100 m pillangó         | 54.76    | 3.       | 8.       | 54.03          | 3.             | 4.             | 53.99          | 6.             |
| Biczó Bence                                               | 200 m pillangó         | 1:58.63  | 1.       | 1.       |                |                |                | 1:55.89        |                |
| Szána Zsombor Gyula                                       | 200 m pillangó         | 2:02.51  | 3.       | 8.       |                |                |                | 2:01.52        | 7.             |
| Szána Zsombor Gyula                                       | 200 m vegyes           | 2:05.78  | 13.      | 3.       |                |                |                | kiesett        | kiesett        |
| Bernek Péter Szána Zsombor Gyula Biczó Bence Zámbó Balázs | 4 × 100 m vegyes váltó | 3:49.19  | 4.       | 7.       |                |                |                | 3:47.27        | 7.             |

Lány
| Versenyző | Versenyszám          | Előfutam | Előfutam | Előfutam | Elődöntő | Elődöntő | Elődöntő | Döntő   | Döntő    |
| Versenyző | Versenyszám          | Idő      | Hely.    | Össz.    | Idő      | Hely.    | Össz.    | Idő     | Helyezés |
| --- | -------------------- | -------- | -------- | -------- | -------- | -------- | -------- | ------- | -------- |
| Bucz Ágnes | 100 m gyors          | 57.70    | 3.       | 8.       | 56.97    | 3.       | 6.       | 57.40   | 6.       |
| Bucz Ágnes | 200 m gyors          | 2:05.90  | 4.       | 16.      |          |          |          | kiesett | kiesett  |
| Kapás Boglárka | 200 m gyors          | 2:02.84  | 2.       | 3.       |          |          |          | 2:00.99 |          |
| Kapás Boglárka | 400 m gyors          | 4:16.02  | 1.       | 2.       |          |          |          | 4:10.37 |          |
| Kapás Boglárka | 200 m pillangó       | 2:11.97  | 1.       | 1.       |          |          |          | 2:08.72 |          |
| Olasz Anna | 400 m gyors          | 4:19.71  | 3.       | 8.       |          |          |          | 4:20.24 | 8.       |
| Ambrus Diána | 100 m pillangó       | 1:04.14  | 7.       | 23.      | kiesett  | kiesett  | kiesett  | kiesett | kiesett  |
| Ambrus Diána | 200 m pillangó       | 2:13.88  | 2.       | 3.       |          |          |          | 2:12.90 | 4.       |
| előfutamban: Kapás Boglárka Ambrus Diána Olasz Anna Bucz Ágnes döntőben: Bucz Ágnes Ambrus Diána Olasz Anna Kapás Boglárka | 4 × 100 m gyorsváltó | 3:57.34  | 3.       | 7.       |          |          |          | 3:56.42 | 7.       |

## Vitorlázás
Fiú
| Versenyző          | Versenyszám | Futam    | Futam | Futam | Futam | Futam | Futam | Futam      | Futam | Futam | Futam | Futam    | Futam   | Futam   | Futam   | Futam   | Futam | Pontszám  | Helyezés |
| Versenyző          | Versenyszám | 1        | 2     | 3     | 4     | 5     | 6     | 7          | 8     | 9     | 10    | 11       | 12      | 13      | 14      | 15      | 16    | Pontszám  | Helyezés |
| ------------------ | ----------- | -------- | ----- | ----- | ----- | ----- | ----- | ---------- | ----- | ----- | ----- | -------- | ------- | ------- | ------- | ------- | ----- | --------- | -------- |
| Bathó Péter        | Byte CII    | (30) OCS | 18    | 26    | 3     | 7     | 9     | 18         | 3     | 17    | 25    | (30) OCS | törölve | törölve | törölve | törölve | 14.   | (200) 140 | 19.      |
| Nikl András István | Techno 293  | 12       | 9     | 12    | 5     | 18    | 16    | (22) (DSQ) | 11    | 16    | 12    | törölve  | törölve | törölve | törölve | törölve | 9.    | (142) 120 | 12.      |

## Vívás
Fiú
| Versenyző       | Versenyszám | Csoportkör | Nyolcaddöntő                    | Negyeddöntő       | Elődöntő          | Bronzmérkőzés     | Döntő             | Helyezés |
| Versenyző       | Versenyszám | Ellenfél Eredmény | Ellenfél Eredmény               | Ellenfél Eredmény | Ellenfél Eredmény | Ellenfél Eredmény | Ellenfél Eredmény | Helyezés |
| --------------- | ----------- | --- | ------------------------------- | ----------------- | ----------------- | ----------------- | ----------------- | -------- |
| Szatmári András | Kard egyéni | Artur Oknev (RUS) · 4–5 · Miguel Breault-Mallette (CAN) · 5 – 1 · Jong Hun Song (KOR) · 5 – 0 · Leonardo Affede (ITA) · 5 – 3 · Will Spear (USA) · 3 – 5        | Jong Hun Song (KOR) · 11 – 15   | kiesett           | kiesett           | kiesett           | kiesett           | 9.       |
| Györgyi Antal   | Tőr egyéni  | Kirill Lichagin (RUS) · 4 – 5 · Alexander Tofalides (GBR) · 0 – 5 · Mostafa Mahmoud (EGY) · 2 – 5 · Kwang Hyun Lee (KOR) · 3 – 5 · Edoardo Luperi (ITA) · 0 – 5 | Kwang Hyun Lee (KOR) · 8 – 15 · | kiesett           | kiesett           | kiesett           | kiesett           | 13.      |

Lány
| Versenyző      | Versenyszám | Csoportkör | Negyeddöntő                       | Elődöntő                           | Bronzmérkőzés                 | Döntő             | Helyezés |
| Versenyző      | Versenyszám | Ellenfél Eredmény | Ellenfél Eredmény                 | Ellenfél Eredmény                  | Ellenfél Eredmény             | Ellenfél Eredmény | Helyezés |
| -------------- | ----------- | --- | --------------------------------- | ---------------------------------- | ----------------------------- | ----------------- | -------- |
| Lupkovics Dóra | Tőr egyéni  | Lianlian Wang (CHN) · 3 – 5 · Michala Cellerova (SVK) · 5 – 0 · Ivania Carballo Barrera (ESA) · 5 – 4 · Ye Ying Liane Wong (SIN) · 5 – 1 · Duk Ha Choi (KOR) · 5 – 4 · | Michala Cellerova (SVK) · 15 – 12 | Victoria Alekseeva (RUS) · 11 – 15 | Alanna Goldie (CAN) · 15 – 10 |                   |          |